# Desastre aéreo de Paraibuna
O Desastre aéreo de Paraibuna foi um acidente aéreo ocorrido no dia 26 de novembro de 1962, envolvendo duas aeronaves - um Saab 90 Scandia da VASP e um Cessna 310 particular - que após colidirem no ar, caíram na cidade de Paraibuna, São Paulo, matando todos os 26 passageiros e tripulantes das duas aeronaves.

## Aeronaves

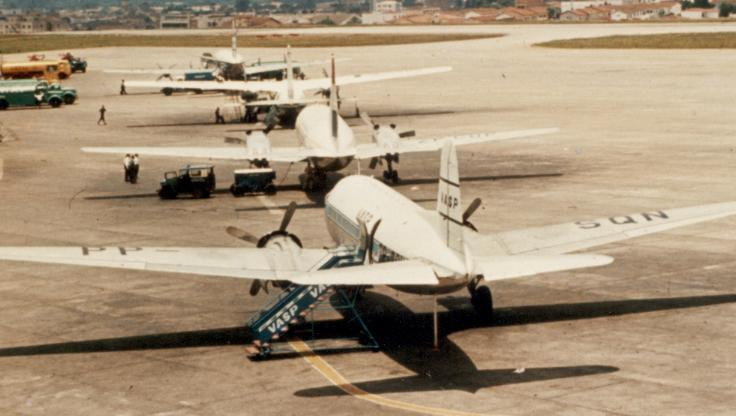
Aeronaves Scandia, da VASP estacionadas no Aeroporto de Congonhas, São Paulo, em 1965.

O SAAB 90 Scandia foi idealizado para substituir o Junkers Ju 52, que sofria escassez de peças por conta da Segunda Guerra Mundial. Porém com o fim do conflito, milhares de Douglas DC-3 ficaram ociosos, sendo vendidos pelo governo dos Estados Unidos e o Scandia foi perdendo mercado, sendo produzidas apenas 18 aeronaves, que após voarem pouco tempo na companhia aérea SAS e seriam vendidas para as empresas brasileiras Real Aerovias e VASP. A VASP operou todas as 18 aeronaves, incluindo o protótipo. A aeronave acidentada tinha o número de série 90107 e seria fabricada em 1951. Nesse ano, a VASP adquiria seus 5 primeiros Scandia, aeronaves que se tornariam frequentes nos serviços entre Rio e São Paulo. Com a criação da ponte aérea em 1959, os voos se tornariam cada vez mais frequentes.
A aeronave Cessna 310 era particular. Nova, a aeronave havia sido adquirida por James Tzeku–Sung diretamente de revendora Cessna credenciada no país.

## Acidente
Por volta das 8h40min a aeronave, SAAB 90 Scandia, da Vasp decolou do Aeroporto de Congonhas em São Paulo com destino ao Aeroporto Santos Dumont no Rio de Janeiro, onde deveria pousar cerca de 1 hora depois, cumprindo mais um voo da Ponte aérea Rio-São Paulo. Transportava 18 passageiros e 3 tripulantes, sendo comandada pelo comandante Jack Torres Soares.
A aeronave Cessna 310, de propriedade particular havia decolado quase na mesma hora do Aeroporto Santos Dumont no Rio de Janeiro e deveria pousar no Aeroporto Campo de Marte em São Paulo e transportava 2 passageiros e 1 tripulante.
Ambas as aeronaves utilizavam a aerovia AB6; enquanto o Scandia voava por meio de instrumentos (IFR), o Cessna fazia um voo sob Regras de voo visual (VFR). O controle aéreo havia instruído o Scandia a voar sob teto de 8000 pés, enquanto que o Cessna deveria manter teto de 8500 pés. Por motivos ignorados, o Cessna manteve teto de 8000 pés. Com isso, ambas as aeronaves colidiram de forma frontal, por volta da 9h10min, a 8000 pés de altitude, nas proximidades de Paraibuna, São Paulo. Com a colisão, as duas aeronaves explodiram, matando instantaneamente seus passageiros e tripulantes. Os destroços do Scandia cairiam num vale alagadiço, enquanto que o que restou do Cessna foi encontrado num local 5 km distante dos destroços do Scandia..

## Consequências
Esse seria o pior acidente ocorrido com uma aeronave Scandia. Posteriormente seriam proibidos voos do tipo VFR na ponte Aérea Rio-São Paulo. Após mais alguns acidentes, a VASP aposentaria seus Scandia. O impacto desse acidente na sociedade mal tinha sido assimilado quando, no dia seguinte, um Boeing 707 realizando o voo internacional Varig 810 entre o Rio e Lima bateria numa montanha nas proximidades do Aeroporto de Lima matando todos os seus 97 ocupantes. Um mês mais tarde cairia um Lockheed Constellation da Panair do Brasil nas proximidades de Manaus matando mais 50 pessoas. Esses acidentes, somados aos demais ocorridos em 1963, contribuiriam para uma queda momentânea na venda de passagens aéreas no Brasil e obrigariam empresas aéreas e governo a investirem em melhorias no sistema aéreo nacional, que encontrava-se em grave crise naquele momento..